# Omroep Súdwest
Omroep Súdwest (voorheen Studio Súdwest) is de lokale omroep van de gemeente Súdwest-Fryslân. De omroep is in 2012 ontstaan uit een fusie tussen SWF Lokaal en Radio Markant. SWF Lokaal was eerder gefuseerd uit A7FM en RTN Nijefurd, vanwege de herindeling van de gemeenten Bolsward, Nijefurd, Sneek, Wonseradeel en Wymbritseradeel.

## Omroep

### Radio
Omroep Súdwest zendt 24 uur per dag radio uit. Er wordt een carrousel  uitgezonden met opnamen van eigen programma's. De radioprogramma's zijn enkel via de digitale kabel en het internet te beluisteren.

### Televisie
Op het televisiekanaal zijn er door de omroep gemaakte programma's te zien, die dagelijks diverse keren herhaald wordt. 